# フィクサー (2016年の映画)
『フィクサー』（Fixeur）は、アドリアン・シタル監督による2016年のルーマニアのドラマ映画である。第41回トロント国際映画祭のコンテンポラリー・ワールド・シネマ部門、第29回東京国際映画祭のコンペティション部門などで上映された。
第90回アカデミー賞外国語映画賞にはルーマニア代表作として出品されたが、ノミネートには至らなかった。

## プロット
若いジャーナリストがブカレストの未成年売春婦を取材するが、その過程でジャーナリズムの倫理に葛藤する。

## キャスト
- ソリン・コチシュ
- トゥドル・イストドル（英語版）
- メフディ・ネボウ（英語版）
- ディアーナ・スパタレスク
- アドリアン・ティティエニ（英語版）
- アンドレーア・ヴァシレ
- ニコラ・ヴァンズィッキ